# Distretto di Mueang Phichit
Il distretto di Mueang Phichit (in thailandese: เมืองพิจิตร) è un distretto (amphoe) della Thailandia, situato nella provincia di Phichit, della quale è il capoluogo.